# Punta Edmonson
Punta Edmonson è un promontorio arrotondato, in gran parte privo di ghiaccio, che si trova sotto il Monte Melbourne lungo il lato ovest della baia di Wood nella Terra Vittoria, in Antartide. È stato mappato dallo United States Geological Survey sulla base di rilevamenti e fotografie aeree della United States Navy fatte tra il 1955 e il 1963. È stato chiamato così dal Comitato consultivo dei nomi antartici in onore di Larry Edmonson, uno scienziato di geodesia satellitare presso la stazione McMurdo.

## Conservazione
Punta Edmonson è stata designata Area Specialmente Protetta dell'Antartide (codice ASPA 165) per i suoi ecosistemi terrestri e d'acqua dolce. La litologia vulcanica e i substrati sono arricchiti di nutrienti da colonie di pinguini di Adelia e stercorari di McCormick. Il sito contiene una vasta gamma di habitat di acqua dolce che ospitano alghe, cianobatteri e briofite. La vegetazione terrestre comprende comunità liofite di licheni e muschi. Gli invertebrati sono abbondanti. Le foche di Weddell si riproducono sull'adiacente banchisa.
Inoltre un'area di 550 ettari è stata designata come Important Bird and Biodiversity Area (area importante per uccelli e biodiversità) (IBA) da BirdLife International perché ospita una consistente colonia riproduttiva di stercorari di McCormick.